# Geometra obsoleta
Geometra obsoleta là một loài bướm đêm trong họ Geometridae.